# 申特耶爾內伊市鎮

申特耶爾內伊市鎮在斯洛文尼亚的位置

申特耶爾內伊市鎮是斯洛文尼亞東部的一個市镇，行政中心為申特耶爾內伊，与克罗地亚接壤。市镇面積为96平方公里，2018年人口数量为7,107人。该市镇设立于1994年。

## 外部連結
- 官方网站  （斯洛文尼亚文）
- Municipality of Šentjernej on Geopedia （页面存档备份，存于）